# Jonathan Pearce
Jonathan Mark Pearce (Johnson City, Tennessee; 1 de mayo de 1992) es un artista marcial mixto estadounidense que actualmente compite en la división de peso pluma de Ultimate Fighting Championship (UFC).

## Primeros años
Pearce fue subcampeón estatal de lucha libre en la escuela secundaria Science Hill.
En 2014, Pearce fue sorprendido por un miembro del gimnasio descontento, después de que el "matón" del gimnasio lo golpeara por detrás después de que Pearce le llamara la atención por su continuo comportamiento grosero. Pearce quedó inconsciente y se golpeó la cabeza con una fuerte patada de seguimiento. La agresión hizo que Pearce sufriera una fractura de cuello, 19 dientes rotos, una lengua cortada y tuvo que someterse a una cirugía reconstructiva de la mandíbula. Todavía tiene dos placas y ocho tornillos en la cara.

## Carrera de artes marciales mixtas

### Carrera temprana
En su debut en las MMA, noqueó a Noe Quintanilla en el tercer asalto. Pearce también derrotó a sus dos siguientes oponentes en Chris Wright y Anthony Morgan. Luego, en Valor Fights Apex Fights 10, derrotó a Nickalas Marino a través de TKO en la segunda ronda.
Después de ir 4-0 para iniciar su carrera, su prometida canceló su boda y perdería los siguientes tres combates, dos por sumisión en el primer asalto. También después de la tercera derrota consecutiva, en 2017, Pearce fue a hacerse los exámenes médicos para su próxima pelea y los médicos descubrieron que tenía una fractura de pala de arcilla de dos vértebras en el cuello, probablemente por el ataque de 2015. Una fractura de pala de arcilla es una avulsión en la que una pequeña pieza de hueso se desprende de la pieza más grande.
Pearce golpeó a Damir Ferhatbegovic vía estrangulamiento por detrás en el tercer asalto en Bellator: Monster Energy Fight Series: Bristol el 19 de agosto de 2017. Derrotó a Omar Johnson vía TKO en el segundo asalto en Bellator: Monster Energy Fight Series: Talladega el 13 de octubre de 2017. En Valor Fights Strikefest 2 Pearce se enfrentó a Nick Baker y pasó a derrotarlo por TKO en el segundo asalto. También derrotó a Dedrek Sanders en Warrior FC 140 por TKO.
Después de 4 victorias consecutivas, Pearce fue invitado al Dana White's Contender Series 19 el 9 de julio de 2019. Se enfrentó a Jacob Rosales y lo derrotó por TKO en el tercer asalto. La victoria también aseguró a Pearce la séptima victoria por nocaut de su carrera profesional junto con un contrato de UFC.

### Ultimate Fighting Championship

#### 2019
Pearce debutó en UFC contra el veterano de la UFC Joe Lauzon el 18 de octubre de 2019, en UFC on ESPN 6. Ganó la pelea por TKO en el primer asalto.

#### 2020
Pearce estaba programado para enfrentar a Sean Woodson el 28 de noviembre de 2020, en UFC on ESPN 18. Sin embargo, Woodson se retiró una semana antes del evento por razones desconocidas y fue reemplazado por Kai Kamaka III. Ganó la pelea por TKO en el segundo asalto.

#### 2021
Pearce estaba programado para enfrentar a Gabriel Benítez el 1 de mayo de 2021, en UFC on ESPN 23. En el pesaje, Benítez pesó 150.5 libras, 4.5 libras por encima del límite de peso pluma no titular. Pearce rechazó la pelea debido a no haber dado el peso y la pelea se canceló.
Pearce enfrentó a Omar Morales el 25 de septiembre de 2021, en UFC 266. Ganó la pelea por sumisión en el segundo asalto.

#### 2022
Pearce estaba programado para enfrentar a Austin Lingo el 19 de febrero de 2022, en UFC Fight Night 201. Sin embargo, Lingo se retiró por razones no reveladas, y fue reemplazado por Christian Rodríguez. Pearce ganó la pelea por decisión unánime.
Pearce enfrentó a Makwan Amirkhani el 23 de julio de 2022, en UFC Fight Night 208. Ganó la pelea por TKO  en el segundo asalto. Esta victoria lo hizo merecedor de su primer premio de Actuación de la Noche.
Pearce enfrentó a Darren Elkins el 3 de diciembre de 2022, en UFC on ESPN 42. Ganó la pelea por decisión unánime.

#### 2023
Pearce estaba programado para enfrentar a Bryce Mitchell el 6 de mayo de 2023, en UFC 288. Sin embargo, Pearce se vio obligado a retirarse del evento debido a una lesión.
Pearce enfrentó a Joanderson Brito el 18 de noviembre de 2023, en UFC Fight Night 232. Perdió la pelea por sumisión en el segundo asalto.

#### 2024
Pearce enfrentó a David Onama el 17 de abril de 2024, en UFC on ESPN 55. En el pesaje, David Onama peó 148,5 libras, 2,5 libras por encima del límite de peso pluma no titular. La pelea continuó en un peso acordado y Onama fue multado con el 20% de su bolsa, que fue hacía Pearce. Perdió la pelea por decisión unánime.
Pearce está programado para enfrentar a Pat Sabatini el 12 de octubre de 2024, en UFC Fight Night 244.

## Campeonatos y logros
- Ultimate Fighting Championship
  - Actuación de la Noche (Una vez) vs. Makwan Amirkhani[22]

## Récord en artes marciales mixtas
| Récord profesional | Récord profesional | Récord profesional |
| 20 peleas          | 14 victorias       | 6 derrotas         |
| ------------------ | ------------------ | ------------------ |
| Nocaut             | 9                  | 1                  |
| Sumisión           | 2                  | 3                  |
| Decisión           | 3                  | 2                  |

| Resultado | Récord | Oponente            | Método                                 | Evento                                          | Fecha                    | Ronda | Tiempo | Localización                  | Notas                                  |
| --------- | ------ | ------------------- | -------------------------------------- | ----------------------------------------------- | ------------------------ | ----- | ------ | ----------------------------- | -------------------------------------- |
|           |        | Pat Sabatini        |                                        | UFC Fight Night 244                             | 12 de octubre de 2024    |       |        | Las Vegas, Nevada             |                                        |
| Derrota   | 14–6   | David Onama         | Decisión (unánime)                     | UFC on ESPN: Nicolau vs. Perez                  | 27 de abril de 2024      | 3     | 5:00   | Las Vegas, Nevada             | Pelea en peso pactado (148.5 lbs).     |
| Derrota   | 14–5   | Joanderson Brito    | Sumisión (ninja choke)                 | UFC Fight Night: Allen vs. Craig                | 18 de noviembre de 2023  | 2     | 3:54   | Las Vegas, Nevada             |                                        |
| Victoria  | 14–4   | Darren Elkins       | Decisión (unánime)                     | UFC on ESPN: Thompson vs. Holland               | 3 de diciembre de 2022   | 3     | 5:00   | Orlando, Florida              |                                        |
| Victoria  | 13–4   | Makwan Amirkhani    | TKO (golpes)                           | UFC Fight Night: Blaydes vs. Aspinall           | 23 de julio de 2022      | 2     | 4:10   | Londres                       | Actuación de la noche.                 |
| Victoria  | 12–4   | Christian Rodriguez | Decisión (unánime)                     | UFC Fight Night: Walker vs. Hill                | 19 de febrero de 2022    | 3     | 5:00   | Las Vegas, Nevada             |                                        |
| Victoria  | 11–4   | Omar Morales        | Sumisión (estrangulamiento por detrás) | UFC 266                                         | 25 de septiembre de 2021 | 2     | 3:31   | Las Vegas, Nevada             |                                        |
| Victoria  | 10–4   | Kai Kamaka III      | TKO (puñetazos)                        | UFC on ESPN: Smith vs. Clark                    | 28 de noviembre de 2020  | 2     | 4:28   | Las Vegas, Nevada             | Debut en el peso pluma.                |
| Derrota   | 9–4    | Joe Lauzon          | TKO (puñetazos)                        | UFC on ESPN: Reyes vs. Weidman                  | 18 de octubre de 2019    | 1     | 1:33   | Boston, Massachusetts         |                                        |
| Victoria  | 9–3    | Jacob Rosales       | TKO (puñetazo)                         | Dana White's Contender Series 19                | 9 de julio de 2019       | 3     | 1:50   | Las Vegas, Nevada             |                                        |
| Victoria  | 8–3    | Dedrek Sanders      | TKO (parada médica)                    | Warrior FC 140                                  | 21 de septiembre de 2018 | 2     | 5:00   | Asheville, Carolina del Norte |                                        |
| Victoria  | 7–3    | Nick Baker          | TKO (puñetazos)                        | Strikefest 2                                    | 16 de diciembre de 2017  | 2     | 1:12   | Gray, Tennessee               | Combate de peso acordado (150 libras). |
| Victoria  | 6–3    | Omar Johnson        | TKO (puñetazos)                        | Bellator Monster Energy Fight Series: Talladega | 13 de octubre de 2017    | 2     | 3:57   | Talladega, Alabama            |                                        |
| Victoria  | 5–3    | Damir Ferhatbegović | Sumisión (estrangulamiento por detrás) | Bellator Monster Energy Fight Series: Bristol   | 19 de agosto de 2017     | 3     | 0:43   | Bristol, Tennessee            | Debut en el peso ligero.               |
| Derrota   | 4–3    | Peter Petties       | Decisión (unánime)                     | Shogun Fights 16                                | 8 de abril de 2017       | 3     | 5:00   | Baltimore, Maryland           | Combate de peso gallo.                 |
| Derrota   | 4–2    | Quinten Culpepper   | Sumisión (sujeción del dedo del pie)   | Valor Fights 37                                 | 27 de agosto de 2016     | 1     | 3:27   | Cleveland, Tennessee          |                                        |
| Derrota   | 4–1    | Lance Lawrence      | Sumisión (estrangulamiento por detrás) | Valor Fights 35                                 | 25 de junio de 2016      | 1     | 0:24   | Gray, Tennessee               |                                        |
| Victoria  | 4–0    | Nickalas Martino    | TKO (codazos)                          | APEX Fights 10                                  | 19 de marzo de 2016      | 2     | 2:52   | Kingsport, Tennessee          |                                        |
| Victoria  | 3–0    | Chris Wright        | TKO (puñetazos)                        | Valor Fights 26                                 | 12 de septiembre de 2015 | 1     | 4:26   | Blountville, Tennessee        | Combate de peso acordado (140 libras). |
| Victoria  | 2–0    | Anthony Morgan      | Decisión (unánime)                     | Valor Fights 23                                 | 6 de junio de 2015       | 3     | 5:00   | Pigeon Forge, Tennessee       |                                        |
| Victoria  | 1–0    | Noe Quintanilla     | KO (rodillazo)                         | Evolution Combat Sports Series 2                | 8 de noviembre de 2014   | 3     | 0:22   | Elizabethton, Tennessee       |                                        |